# Bernardo de Rojas y Contreras
Bernardo de Rojas y Contreras (Valladolid, 28 de agosto de 1701-Madrid, 16 de abril de 1778), II marqués de Villanueva de Duero, fue un hacendista e intendente español.
Nacido en el seno de una familia de juristas, era hijo de Diego de Rojas y Ortega, caballero de Calatrava y consejero de Indias, de Órdenes y de Cruzada, y de María Isabel de Contreras, señora de Villanueva del Duero y de Villamarciel. Miembro de la orden a la que pertenecía su padre desde niño, se educó en el Colegio Mayor de Cuenca (Salamanca) y allí se licenció en derecho.
Empezó su carrera jurídica en la ciudad de Toledo, donde vivió las primeras décadas de su vida y llegó a ser regidor. Posteriormente se dedicó a la intendencia, siendo intendente de las provincias de Guadalajara, de Murcia y de Córdoba. Gracias a sus méritos, se trasladó a la Corte y pasó a ser ministro de capa y de espada del Consejo Supremo de Hacienda, y entre 1766 y 1770 fue presidente del Tribunal de la Contaduría Mayor.
A la muerte de su hermano mayor, Pedro José, en 1769, heredó el título de marqués de Villanueva de Duero.
El marqués estuvo casado en dos ocasiones. Primero casó con Cándida de Robles y Montalvo, hija de Pedro Robles-Gorbalán y Toledo, regidor de Toledo, con la que tuvo dos hijas, María Teresa e Isidora. De su suegro heredó el cargo de regidor así como el título de señor de Villamiel y Fuente-Hermosa. Su segundo matrimonio fue con María Josefa del Hierro y Arriaga, sobrina del ministro de Marina e Indias Julián de Arriaga y Ribera, con quien tuvo cinco hijos: María Antonia, Francisco Javier, José, Manuela, Fernando. Precisamente, Francisco Javier, vástago varón de su segundo matrimonio, heredó el marquesado a la muerte de su padre en 1778.